# زهرة الحبلى المبرعمة
زهرة الحبلى المبرعمة (الاسم العلمي:Enkianthus perulatus) هي نوع من النباتات تتبع جنس زهرة الحبلى من الفصيلة الخلنجية.